# Cubeta

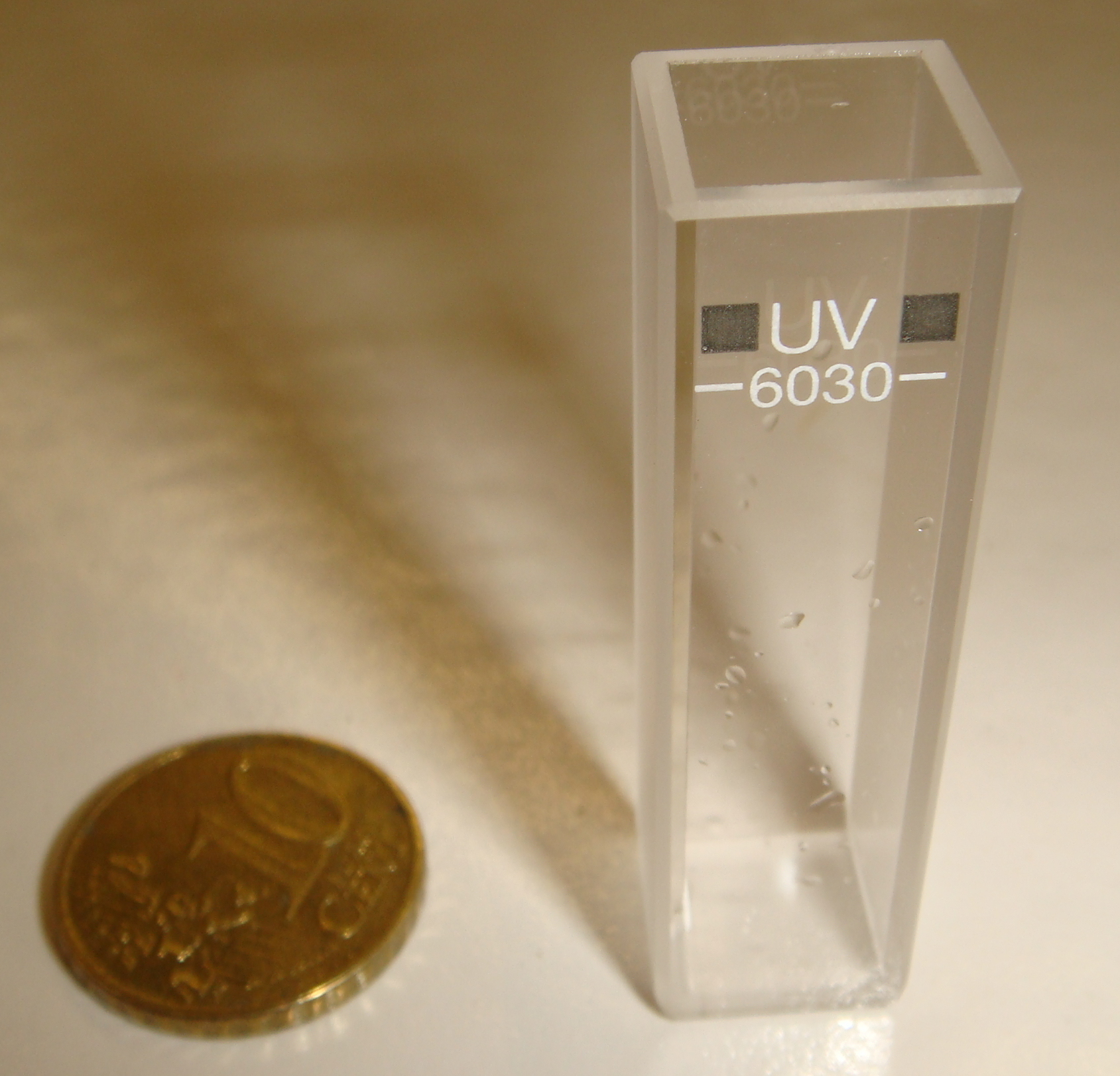
Cubeta de diòxid de silici per a mesures amb llum ultraviolada (UV)

Una cubeta, cubeta d'absorció o cubeta d'espectrofotòmetre, és un recipient, generalment en forma d'ortòedre de bases quadrades, i poc profund segellat en una de les seves bases, fabricat en un material transparent a la llum i dissenyat per a mantenir les mostres durant els experiments de espectroscopia.
Les cubetes han de ser tan clares o transparents com sigui possible, sense impureses que puguin afectar una lectura espectroscòpica. Igual que un tub d'assaig, una cubeta pot estar oberta a l'atmosfera per la part superior o tenir una tapa per segellar-la. L'aresta de la base té una mesura estàndard d'1 cm, per permetre càlculs fàcils dels coeficients d'absorció, encara que n'hi ha del camí òptic menor (5 mm o 1 mm) o més gran (2 cm).
Les cubetes de baix cost són cilíndriques i tenen un aspecte similar als tubs d'assaig. Les cubetes d'un sol ús són de plàstic i s'utilitzen sovint per a anàlisis espectroscòpiques ràpides, on la velocitat és més important que una exactitud elevada.
Algunes cubetes només són transparents en dues cares oposades, de manera que només pugui passar el raig de llum a través d'aquest parell de cares. En aquest cas, les altres dues cares opaques tenen certa rugositat per permetre un fàcil maneig. Les cubetes utilitzades en espectroscòpia de fluorescència han de ser transparents en les seves quatre cares, ja que la fluorescència es mesura en angle recte respecte a la trajectòria del feix per limitar les contribucions del mateix feix incident. Algunes cubetes, conegudes com a cubetes tàndem, tenen una barrera de vidre que s'estén fins a 2/3 de la seua alçada interior, de manera que les mesures es poden prendre, en primer lloc, amb les dues dissolucions separades, i posteriorment quan es barregen. Altres cubetes estan preparades per a permetre el flux de reactius al seu través per a mesures ràpides, i fins i tot hi ha cubetes termostatitzades.
Hi ha diferents tipus de cubetes per a ús general, segons les diferents longituds d'ona utilitzables:
1. Zona visible (VIS): cubetes de vidre.
2. Zona ultraviolada (UV): cubetes de diòxid de silici, SiO₂.
3. Zona infraroja (IR): cubetes de clorur de sodi, NaCl, bromur de potassi, KCl, o polietilè.[1]